# Arechavaleta (Álava)

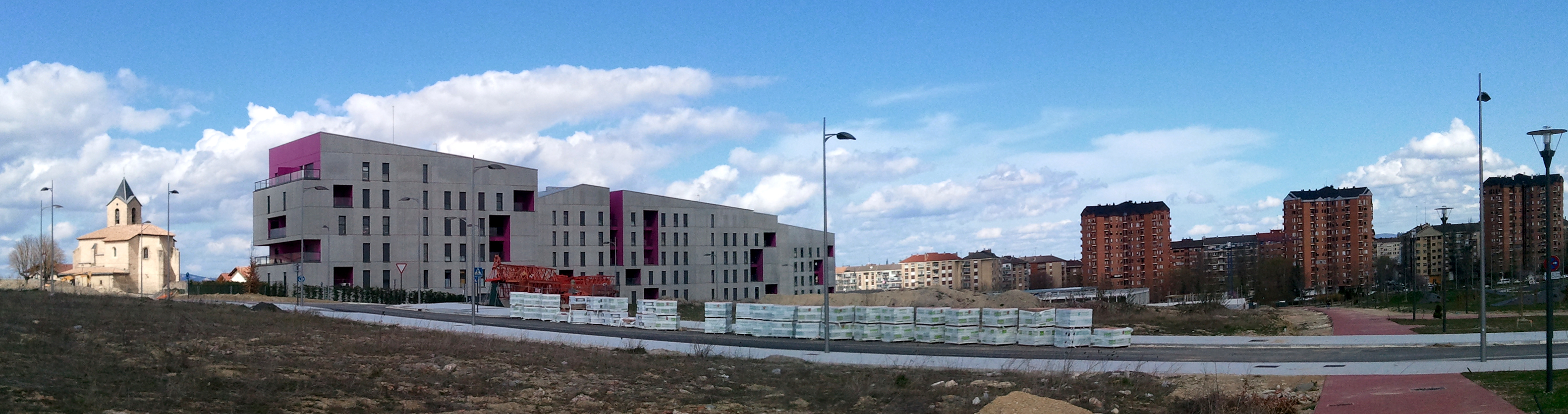
Verstedelijking van de nieuwe wijk Arechavaleta in 2013

Arechavaleta (Baskisch: Aretxabaleta) is een van de buurtschappen die deel uitmaken van de gemeente Vitoria-Gasteiz in de provincie Álava (Baskisch: Araba), Spanje. Het dorp is gelegen op een hoogte van 554 meter. Het dorpscentrum ligt op slechts een paar honderd meter ten zuiden van Vitoria-Gasteiz. Sinds een aantal jaar is het dorp geïntegreerd in de stad, onder invloed van de nieuwe wijk die eromheen is gebouwd. 

## Naam
De Spaanse spelling Arechavaleta wordt over het algemeen aangehouden om verwarring met de stad Aretxabaleta in Gipuzkoa te voorkomen. In Baskische teksten wordt evenwel de spelling Aretxabaleta gebruikt voor beide plaatsen.

## Stadsplanning
Het algemene stedenbouwkundige plan van Vitoria-Gasteiz voor 2000 voorzag in de bouw van een nieuwe wijk op het land van Arechavaleta en Gardelegi. De nieuwe wijken besloegen 813.850 vierkante meter en 2210 nieuwe woningen, waarvan 188 vrijstaande eengezinswoningen geïsoleerd, 416 eengezinswoningen aangesloten en 1.455 OPV's.
De werkzaamheden begonnen in 2008 en in 2012 werden de eerste woningen betrokken. 

## Feestdag
De plaatselijke feestdag van Arechavaleta is 24 juni. 